# Gideonia noncavernicola
Gideonia noncavernicola is een eenoogkreeftjessoort uit de familie van de Superornatiremidae. De wetenschappelijke naam van de soort is voor het eerst geldig gepubliceerd in 2005 door George & Martínez Arbizu.